# Tachygyna watona
Tachygyna watona là một loài nhện trong họ Linyphiidae.
Loài này thuộc chi Tachygyna. Tachygyna watona được Ralph Vary Chamberlin miêu tả năm 1949.